# 呉家窯駅
呉家窯駅（ごかようえき）は中華人民共和国天津市河西区気象台路と呉家窯大街の交差点に位置する天津地下鉄3号線・11号線の駅。

## 歴史
- 2012年10月1日：3号線の駅として開業[1]。
- 2024年12月28日：11号線の開業により乗換駅となる[2]。

## 駅構造
両線共島式ホーム1面2線の地下駅。3号線ホームは気象台路寄りの、11号線ホームは呉家窯大街寄りの地下にある。

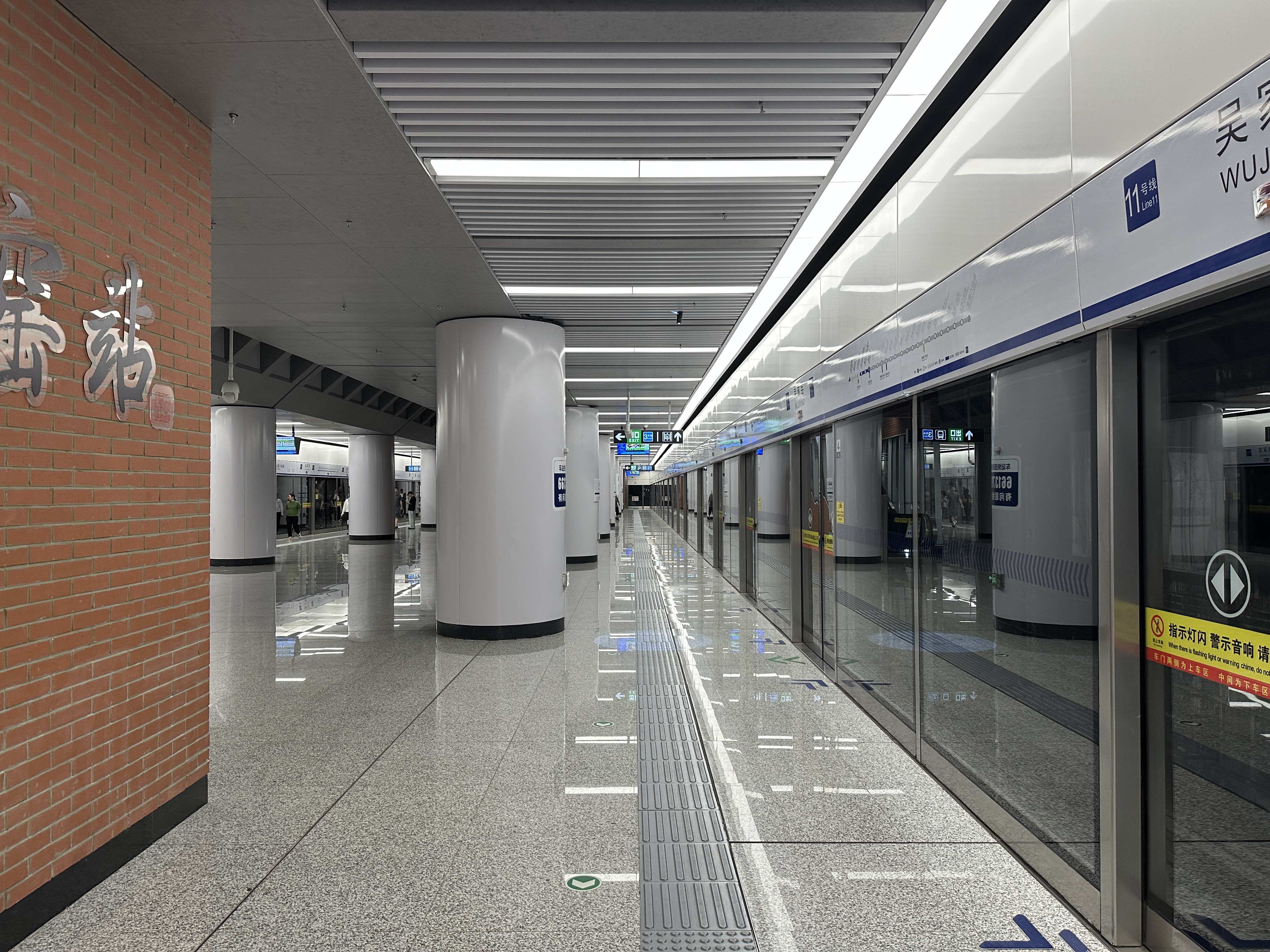
11号線ホーム
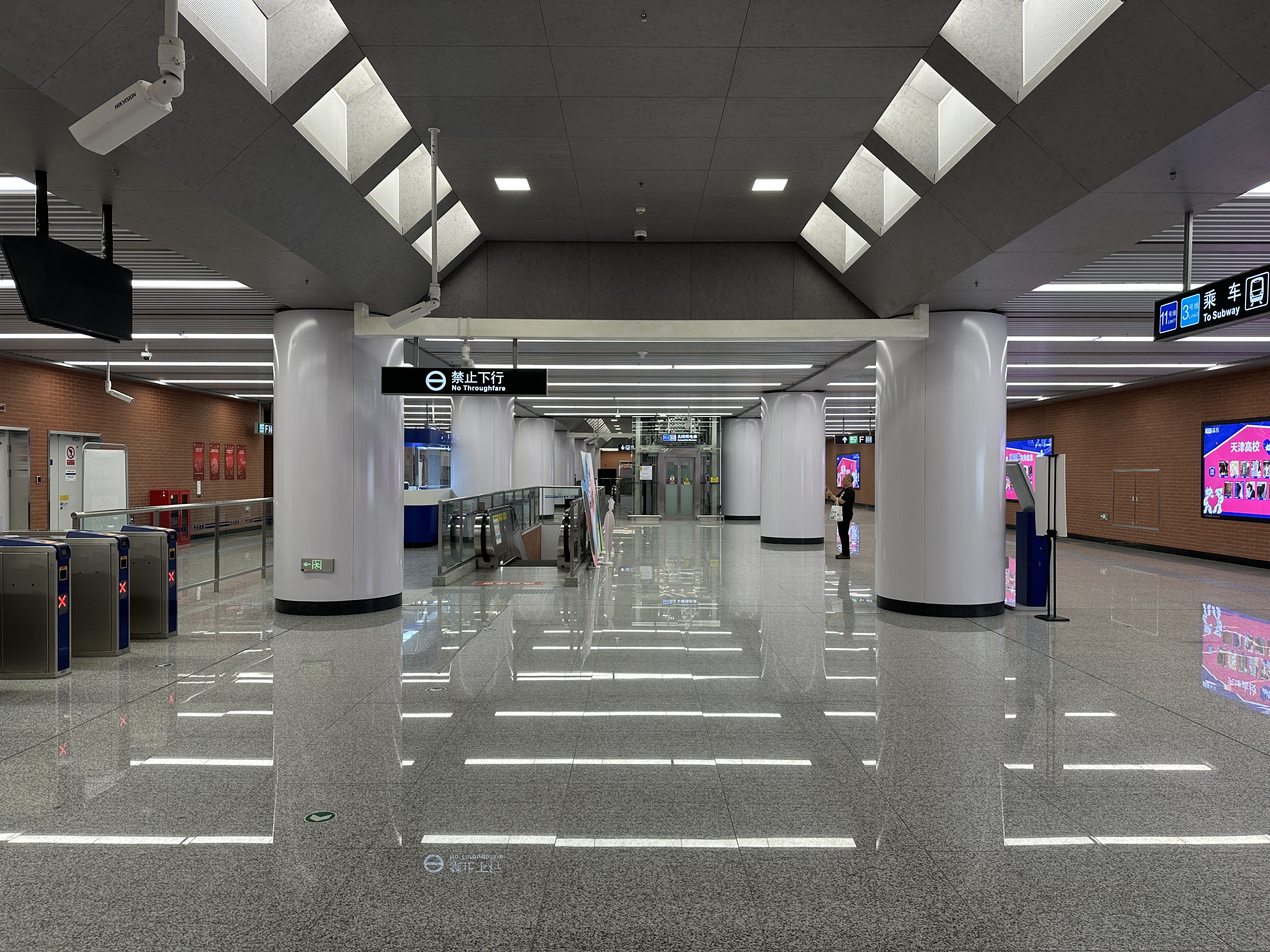
11号線コンコース

## 駅周辺
- 仏山里
- 春光楼
- 振河里
- 興河里
- 徳才里
- 朝陽里
- 中環公寓

## 隣の駅
天津地下鉄
■ 3号線
天塔駅 - 呉家窯駅 - 西康路駅
■ 11号線
南開大学八里台駅 - 呉家窯駅 - 佟楼駅